# Шнеллер, Эрнст

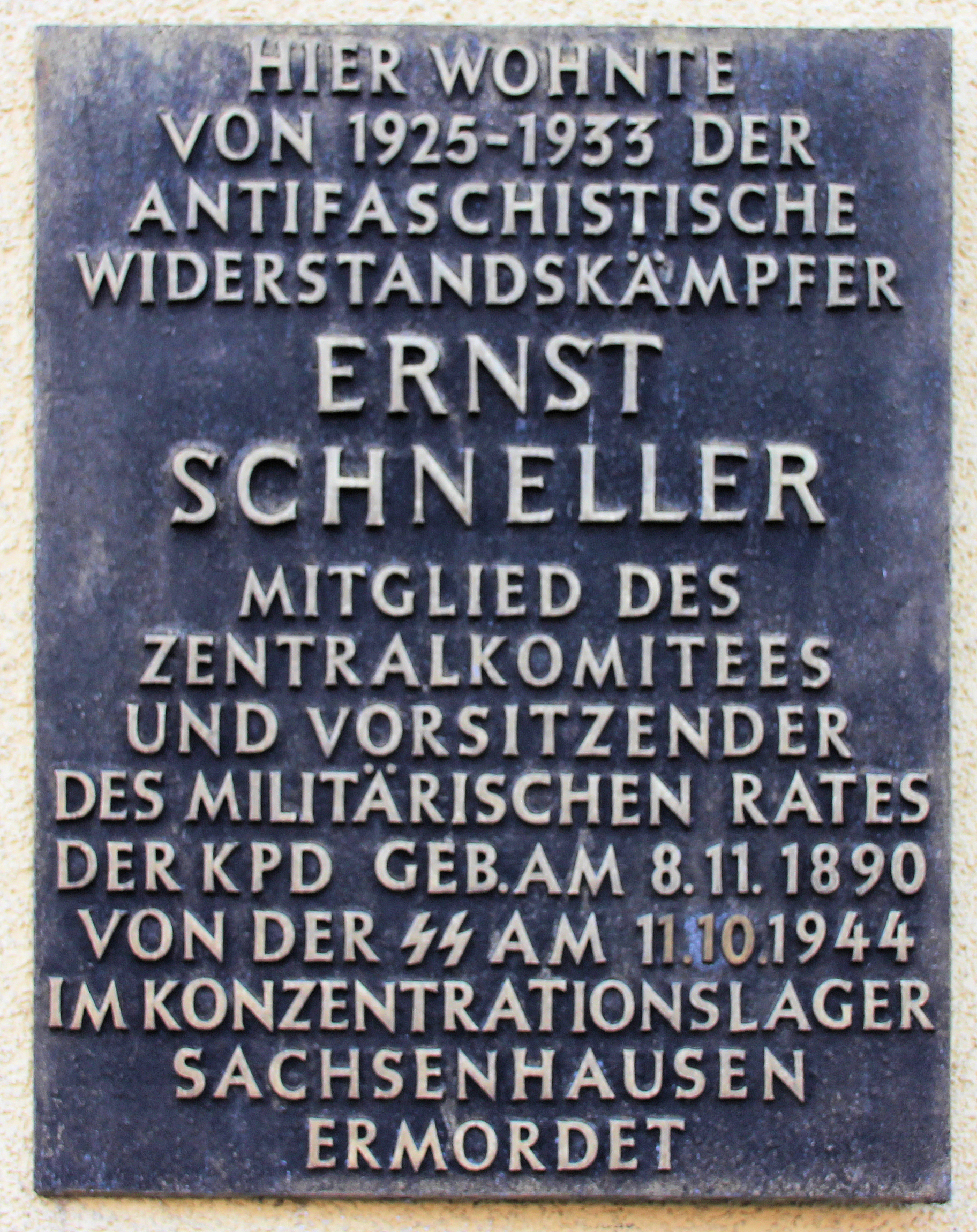
Мемориальная плита в память о Э. Шнеллере в Берлине

Эрнст Шнеллер (нем. Ernst Schneller; 8 ноября 1890, Лейпциг Германская империя — 11 октября 1944, концентрационный лагерь Заксенхаузен) — немецкий общественно-политический деятель, член ЦК и Политбюро Коммунистической партии Германии, депутат Рейхстага, педагог.

## Биография
Сын железнодорожника. В 1910 окончил учительский семинар и в 1911—1913 был помощником преподавателя, а с 1913 учительствовал в разных городах Саксонии.
Участник Первой мировой войны. В 1914 году добровольцем вступил в армию, в 1916 стал офицером на Восточном фронте, где познакомился с идеями большевизма. На фронте избран депутатом рабочего и солдатского совета своего подразделения.
В 1919 году Шнеллер вернулся в Германию, в Рудные горы, где продолжил работу преподавателем. Вступил в СДПГ.
В 1920, учитывая опыт в военном деле, Шнеллер — организатор движения сопротивления Капповскому путчу . В 1921 вступил в Коммунистическую партию Германии. С 1921 по 1924 год — член Саксонского земельного совета, где занимался проектированием системы народного образования. Выдвинул предложения по введению бесплатного питания в школах, медицинского и стоматологического обследования для детей дошкольного и школьного возраста.
С 1924 по 1929 Эрнст Шнеллер являлся членом ЦК Коммунистической партии, Политбюро и членом национального руководства Союза красных фронтовиков. Одновременно, избирался кандидатом в Исполнительный комитет на VI Конгрессе Коммунистического Интернационала.
С 1924 года — член Рейхстага, где среди прочего выступал в качестве эксперта по вопросам внешней и военной политики. В конце мая 1932 по поручению Секретариата ЦК КПГ возглавлял комиссию для разработки Антифашистского движения. Сыграл значительную роль в обеспечении подавления летом 1932 года нацистского террора, за счет чего распространение фашизма было временно приостановлено.
27 февраля 1933 года, в ночь поджога Рейхстага, Шнеллер был арестован. В апреле того же года отправлен в концентрационный лагерь Зонненбург. С 8 июля 1933 года находился в предварительным заключении в Лейпциге. 9 ноября 1933 года за подстрекательство к государственной измене осужден на шесть лет лишения свободы и на пять лет лишения гражданских прав.
16 ноября 1933 он был переведен в Вальдхаймскую тюрьму, где до 1939 сидел в одиночной камере. В июле 1939 года был переведен в концентрационный лагерь Заксенхаузен, где входил в состав руководства местной нелегальной коммунистической организации.
11 октября 1944 года Шнеллер вместе с 28-ю французскими и немецкими антифашистами был расстрелян командой СС.

## Память
- В Берлине, рядом с Рейхстагом, в числе 96 мемориальных плит с именами убитых нацистами депутатов Рейхстага есть плита в память о Э. Шнеллере.
- Во время существования ГДР много школ в Дрездене, Хемнице, Галле и Лейпциге носили имя Эрнста Шнеллера.
- В Цвикау его именем был назван педагогический колледж.
- В Лейпциге есть улица имени Эрнста Шнеллера — Ernst-Schneller-Straße.
- В ГДР в 1977 году был снят 2-серийный фильм «Ernst Schneller», в котором роль Эрнста исполнял Хорст Шульце, а его жену сыграла Рената Блюме.
- В 1960 году выпущена почтовая марка ГДР, посвящённая Эрнсту Шнеллеру.
- Имя Шнеллера было присвоено торпедному катеру проекта 183 «Большевик».
- Общество спорта и техники ГДР учредило медаль Эрнста Шнеллера[нем.] (1961) и премию имени Шнеллера[нем.] (1977).